# Erisma uncinatum
Erisma uncinatum är en tvåhjärtbladig växtart som beskrevs av Johannes Eugen ius Bülow Warming. Erisma uncinatum ingår i släktet Erisma och familjen Vochysiaceae. Inga underarter finns listade i Catalogue of Life.